# Papabile
Papabile (italienska, i plural papabili, ungefär "påvebar", "lämplig som påve") är en inofficiell benämning på kardinaler som anses vara lämpliga att väljas till Romersk-katolska kyrkans nästa påve.

## Kardinaler som ansågs varapapabiliinför konklaven 2005
Inför konklaven 2005 efter Johannes Paulus II:s död den 2 april 2005 sågs bland andra följande kardinaler som papabili:
- Francis Arinze
- Joseph Ratzinger, som valdes till påve under namnet Benedictus XVI.
- Christoph Schönborn
- Angelo Sodano
- Dionigi Tettamanzi

## Kardinaler som ansågs varapapabiliinför konklaven 2013
Inför konklaven 2013 efter Benedictus XVI abdikering 28 februari 2013 sågs följande kardinaler som papabili:
- Angelo Bagnasco
- Jorge Mario Bergoglio, som valdes till påve under namnet Franciskus.
- Timothy M. Dolan
- Péter Erdő
- Seán Patrick O'Malley
- Marc Ouellet
- Gianfranco Ravasi
- Leonardo Sandri
- Odilo Pedro Scherer
- Christoph Schönborn
- Angelo Scola
- Luis Antonio Tagle
- Peter Turkson

## Kardinaler som ansågs varapapabiliinför konklaven 2025
Inför konklaven 2025 efter Franciskus död 21 april 2025 sågs följande kardinaler som papabili:
- Pietro Parolin
- Matteo Maria Zuppi
- Robert Prevost, som valdes till påve under namnet Leo XII
- Péter Erdő
- Luis Antonio Tagle
- Peter Turkson
- Pierbattista Pizzaballa